# Brezovica (Kosovo)
Brezovica (albanisch auch Brezovicë, serbisch-kyrillisch Брезовица) ist das größte Skizentrum im Kosovo. Es befindet sich in der Gemeinde Štrpce im Süden des Landes, etwa 20 Kilometer östlich von Prizren und fünf Kilometer südwestlich des Kernorts Štrpce.

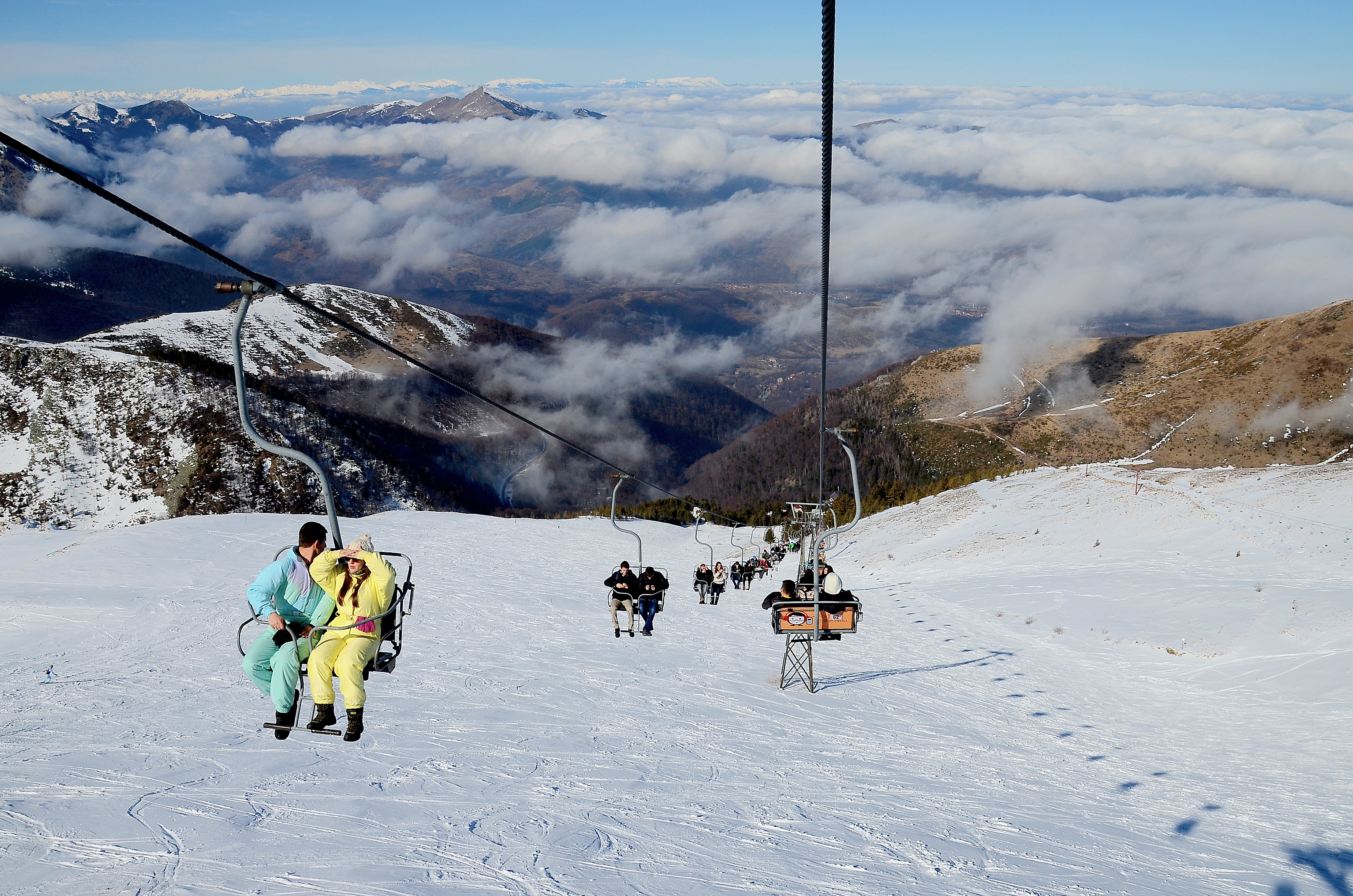
Sesselbahn im Skigebiet von Brezovica

Die Grenze zu Nordmazedonien verläuft südöstlich in sieben Kilometern Entfernung. Das Skigebiet befindet sich an den Nordwesthängen der östlichen Šar Planina – einem rund 80 Kilometer langen Gebirgszug, der sich zwischen dem Kosovo und Nordmazedonien erstreckt und Höhen von über 2500 Metern erreicht. Der Piribeg, mit einer Höhe von 2524 Metern über dem Meeresspiegel der höchste Punkt in der östlichen Šar Planina, liegt acht Kilometer entfernt südöstlich.

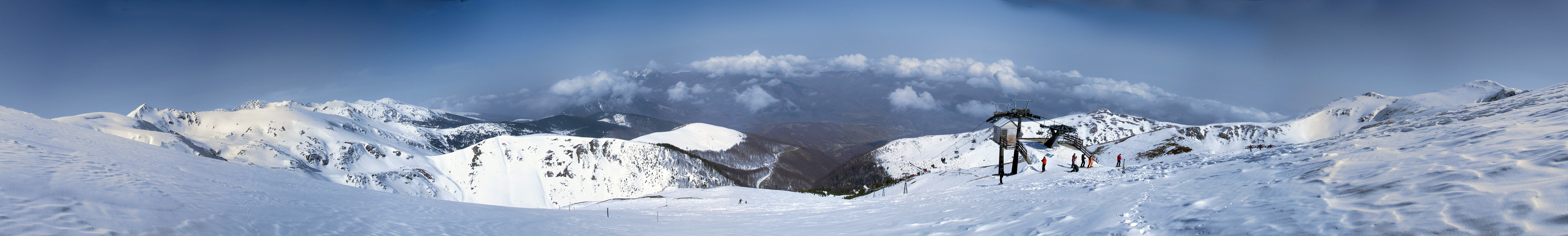
Panorama von Brezovica

2011 wurden 68 Einwohner erfasst, 44 waren Serben, 23 Albaner und eine Person gab eine abweichende Ethnie an.